# Gare de Beled
La gare de Beled (en hongrois : Beled vasútállomás) est une halte ferroviaire hongroise, située à Beled.